# Team 3C Gruppe
Team 3C Gruppe is een voormalige Duitse continentale wielerploeg die gespecialiseerd was in het opleiden van Duitse jongeren. Tot eind 2006 reed deze ploeg onder de naam Team Lamonta, actief in het peloton van 2002 tot 2008. In het verleden kwamen onder andere Stefan Schumacher en David Kopp voor deze ploeg uit, voor ze beiden overstapten naar de Pro Tour.

## Bekende oud-renners
- Domenik Klemme (2007-2008)
- David Kopp (2004)
- Stefan Schumacher (2004)
- Marcel Sieberg (2005)
- André Schulze (2006)
- Paul Voss (2007-2008)

## Ploegen per jaar
Ploeg 2008